# Composition de la Grande assemblée nationale de Turquie par législature
Voici la composition de la Grande assemblée nationale de Turquie par législature. Cette liste concerne la république de Turquie, depuis la constituante qui a abouti à la constitution turque de 1921.

## 1920 - 1946
De la constituante pendant la guerre d'indépendance jusqu'à l'instauration du multipartisme (de la 1re à  la 7e législature).

## 1946 - 1961
De la première assemblée multipartiste au coup d'État de 1961 et de la constitution qui suit (de la 8e à  la 11e législature).

## 1961 - 1983
Des élections de 1961 au coup d'État de 1983 (de la 12e à la 16e législature).

## 1983 - 2015
Des élections de 1983 à aujourd'hui (de la 17e à la 25e législature).
La 17e législature compte 350 sièges ; la 18e et la 19e en comptent 450 ; à partir de la 20e législature l'assemblée compte 550 sièges.

### Histogramme
- HP/SHP/CHP
- MHP
- ANAP
- MDP
- DYP
- RP/FP
- DSP
- AKP
- HDP
- Indépendants

Dans l'histogramme ci-dessus un regroupement a été réalisé pour les formations politiques suivantes :
- Le parti historique de centre-gauche CHP (Cumhuriyet Halk Partisi, "Parti républicain du peuple") ayant été interdit à la suite du coup d'État, deux formations ont désigné leurs représentants à l'assemblée : le HP (Halkçı Partisi, "Parti populiste") et le SHP (Sosyaldemocrate Halkçı Parti, "Parti populiste social-démocrate"). Le CHP redevient légal en 1993. Ces partis sont représentés en rouge dans l'histogramme.
- Le RP (Refah Partisi, "Parti du bien-être") a été interdit en 1998, le FP (Fazilet Partisi, "Parti de la vertu") lui succède immédiatement. Ces partis, islamistes, sont représentés en vert dans l'histogramme.